# Диего Корралес — Хосе Луис Кастильо (май 2005)
Диего Корралес — Хосе Луис Кастильо (англ. Diego Corrales vs. José Luis Castillo), также известен под названиями «Сражение буйволов» или «Битва бизонов» (англ. Buffaloes colliding) — двенадцатираундовый боксёрский поединок в лёгком весе, который состоялся 7 мая 2005 года на базе гостинично-развлекательного комплекса Мандалай-Бэй (Лас-Вегас, Невада, США). На кону стояли чемпионские пояса по версиям WBC и WBO. Титул чемпиона по версии WBC принадлежал Кастильо, а WBO — Корралесу.
Оба боксёра завоевали свои чемпионские титулы в 2004 году, Кастильо — в апреле, а Корралес — в августе. Планировалось, что в декабре того же года боксёры проведут бой за объединение титулов, но из-за проблем в команде Корралеса бой был перенесён на март 2005 года, а затем по той же причине был перенесён на май.
Поединок проходил с переменным успехом. Оба боксёра работали на ближней и средней дистанции. За время поединка оба боксёра сумели по несколько раз потрясти друг друга. Самым ярким оказался десятый раунд, во время которого Корралес дважды оказывался в нокдауне, во время нокдаунов Корралес дважды выплёвывал капу, чтобы использовать время, дающееся на промывку капы, для восстановления. Спустя несколько секунд после второго нокдауна Корралес атаковал Кастильо и потряс его несколькими акцентированными ударами, после чего вмешался рефери поединка — Тони Уикс и прекратил бой. Победа техническим нокаутом в 10-м раунде была присуждена Корралесу.
8 октября того же года состоялся бой-реванш между Корралесом и Кастильо. Этот бой проходил с преимуществом Кастильо и завершился его победой нокаутом в 4-м раунде. После этого Корралес провёл ещё два поединка, в которых был побеждён, а Кастильо продолжал регулярно выступать вплоть до 2014 года. Ровно два года спустя после первого поединка между Корралесом и Кастильо, 7 мая 2007 года Диего Корралес погиб.
Подводя итоги года, авторитетный американский боксёрский журнал «The Ring» удостоил этот поединок награды «Бой года», а 10-й раунд получил награду «Раунд года».

## Предыстория
На момент поединка оба боксёра имели в своём активе чемпионские титулы, Диего Корралес был чемпионом мира по версии WBO, а Хосе Луис Кастильо — по версии WBC.
Кастильо был чемпионом мира в лёгком весе по версии WBC c июня 2000 года по апрель 2002 года. За это время он успел провести три успешных защиты титула, но 20 апреля 2002 года проиграл единогласным судейским решением Флойду Мейвезеру-младшему и утратил чемпионский титул. 7 декабря того же года состоялся бой-реванш между Кастильо и Мейвезером, который также завершился победой Мейвезера. В 2004 году Мейвезер-младший перешёл в первый полусредний вес и оставил чемпионский титул вакантным. Основными претендентами на вакантный титул стали мексиканцы Хосе Луис Кастильо и Хуан Ласкано. Поединок между Кастильо и Ласкано за титул чемпиона мира по версии WBC состоялся 5 июня 2004 года и завершился победой Кастильо единогласным судейским решением.
После повторного завоевания титула, Кастильо провёл две успешных защиты —  4 декабря 2004 года победил судейским решением американца кубинского происхождения Хоэля Касамайора (31-2) и 5 марта 2005 года победил техническим нокаутом в 10-м раунде своего соотечественника Хулио Диаса (30-2).
Корраслес до перехода в лёгкий вес выступал во втором полулёгком весе и в разные времена владел чемпионскими поясами по версиям IBF, WBO, IBA. 7 августа 2004 года Корралес провёл поединок против непобеждённого бразильца Аселину Фрейтаса (35-0), за принадлежащий ему титул чемпиона мира в лёгком весе по версии WBO. Поединок продлился десять раундов и завершился победой Корралеса техническим нокаутом. После этого боя Корралес не боксировал на протяжении девяти месяцев.
Из-за разногласий в команде Корралеса дата его поединка с Кастильо дважды изменялась, изначально поединок планировалось провести в декабре 2004 года, затем бой был перенесён на март 2005 года, но в итоге окончательной  датой стало 7 мая 2005 года, местом проведения поединка был выбран гостинично-развлекательного комплекс Mandalay Bay Resort & Casino в Лас-Вегасе. Кастильо назвал поединок с Корралесом «Битвой буйволов», вскоре это название стало неофициальным названием боя.

## Ход поединка
Поединок проходил на ближней и средней дистанции, боксёры практически не использовали джебы (прямые удары), а основными ударами были хук (боковой удар) и апперкот (удар снизу). Первые два раунда прошли в обмене ударами, оба боксёра сосредоточились на действиях в атаке, но при этом практически не использовали защиту. В третьем раунде Диего Корралес нарастил свою активность, а Кастильо начал работать апперкотами, которые в большинстве доходили до подбородка Корралеса.
В четвёртом раунде Корралес получил небольшое рассечение над левым глазом, последствия которого были нейтрализованы его катменом в перерыве между раундами. В следующих раундах это рассечение превратилось в гематому, и левый глаз американца начал закрываться.
В том же 4-м раунде Кастильо попал акцентированным ударом по печени Корралеса и вынудил его увеличить дистанцию. Но уже к шестому раунду поединок вновь перешёл на ближнюю дистанцию, в том же раунде над левым глазом мексиканца образовалось рассечение. В конце этого раунда Кастильо сумел потрясти соперника, но не сумел развить успех из-за окончания раунда. В конце седьмого раунда Корралес потряс противника. После начала восьмого раунда Корралес пошёл в атаку, но Кастильо успешно контратаковал и Диего Корралес был вынужден выплюнуть капу, чтобы получить несколько секунд на восстановление. Девятый раунд прошёл более спокойно, чем остальные раунды, боксёры продолжали работать в ближнем бою и время от времени клинчевали.

### Десятый раунд
Спустя около 20 секунд после начала десятого раунда Хосе Луис Кастильо неожиданно атаковал Корралеса, пробив акцентированный левый боковой удар, который пришёлся точно в челюсть сопернику. После этого удара Диего Корралес упал на бок, и рефери открыл счёт нокдауна. На счёт «три» Корралес перевернулся на живот и начал подниматься. К моменту, когда рефери досчитал до восьми, Корралес уже стоял на ногах. В момент падения Корралес во второй раз выплюнул капу, что вновь дало ему несколько секунд для передышки. Спустя несколько секунд после возобновления поединка Кастильо провёл атаку из нескольких акцентированных ударов, которая завершилась левым боковым ударом по челюсти, и американский боксёр вновь оказался в нокдауне. При падении Корралес вновь выплюнул капу, на что обратил внимание рефери поединка Тони Уикс, который за это снял с Корралеса одно очко. В общей сложности на то, чтобы поднять и помыть капу, ушло около 30 секунд раунда, что дало возможность Корралесу восстановиться и продолжить поединок. 
После возобновления боя Корралес вышел на ближнюю дистанцию и пробил акцентированный правый удар по челюсти Кастильо, затем до цели дошли не менее сильные три левых боковых удара и три удара с правой руки. После этих пропущенных ударов Кастильо опустил руки и закатил глаза, после чего Тони Уикс остановил поединок. Победа была присуждена Корралесу с формулировкой TKO10 (техническим нокаутом в 10-м раунде).

### Судейские записки
| Судья               | Боксёры            | Раунд | Раунд | Раунд | Раунд | Раунд | Раунд | Раунд | Раунд | Раунд | Раунд | Раунд | Раунд | Итого |
| Судья               | Боксёры            | 1     | 2     | 3     | 4     | 5     | 6     | 7     | 8     | 9     | 10    | 11    | 12    | Итого |
| ------------------- | ------------------ | ----- | ----- | ----- | ----- | ----- | ----- | ----- | ----- | ----- | ----- | ----- | ----- | ----- |
| Пауль Смит          | Диего Корралес     | 9     | 10    | 9     | 10    | 10    | 9     | 9     | 9     | 9     | —     | —     | —     | 84    |
| Пауль Смит          | Хосе Луис Кастильо | 10    | 9     | 10    | 9     | 9     | 10    | 10    | 10    | 10    | —     | —     | —     | 87    |
|                     |                    |       |       |       |       |       |       |       |       |       |       |       |       |       |
| Даниэль Ван де Виле | Диего Корралес     | 10    | 10    | 9     | 9     | 10    | 9     | 10    | 10    | 9     | —     | —     | —     | 86    |
| Даниэль Ван де Виле | Хосе Луис Кастильо | 9     | 9     | 10    | 10    | 9     | 10    | 9     | 9     | 10    | —     | —     | —     | 85    |
|                     |                    |       |       |       |       |       |       |       |       |       |       |       |       |       |
| Лу Морест           | Диего Корралес     | 10    | 10    | 9     | 10    | 10    | 9     | 10    | 10    | 9     | —     | —     | —     | 87    |
| Лу Морест           | Хосе Луис Кастильо | 9     | 9     | 10    | 9     | 9     | 10    | 9     | 9     | 10    | —     | —     | —     | 84    |

## Андеркарт
В таблице перечислены результаты всех поединков боксёров.
В каждой строке указан результат поединка. Дополнительно номер поединка обозначен цветом, который обозначает итог поединка. Расшифровка обозначений и цветов представлена в нижеследующей таблице.
| Пример | Расшифровка                     |
| ------ | ------------------------------- |
|        | Победа                          |
|        | Ничья                           |
|        | Поражение                       |
|        | Планируемый поединок            |
|        | Поединок признан несостоявшимся |
| КО     | Нокаут                          |
| ТКО    | Технический нокаут              |
| PTS    | Решение судей (по очкам)        |
| UD     | Единогласное решение судей      |
| MD     | Решение большинства судей       |
| SD     | Раздельное решение судей        |
| RTD    | Отказ от продолжения боя        |
| DQ     | Дисквалификация                 |
| NC     | Поединок признан несостоявшимся |

| Боксёр                       | Итог боя   | Боксёр                          | Примечания                                                          |
| ---------------------------- | ---------- | ------------------------------- | ------------------------------------------------------------------- |
| Диего Корралес (39-2)        | TKO10 (12) | Хосе Луис Кастильо (52-6-1)     | Бой за титулы чемпиона мира в лёгком весе по версиям WBC и WBO.     |
| Хуан Мануэль Маркес (43-2-1) | UD12 (12)  | Виктор Поло (37-4-3)            | Бой за титулы чемпиона мира в полулёгком весе по версиям IBF и WBA. |
| Маркос Примера (17-10-2)     | TKO4 (8)   | Карлос де Леон-младший (12-0-1) | Рейтинговый бой в среднем весе.                                     |
| Хосе Луис Лопес (47-4-2)     | KO7 (8)    | Альберто Мерседес (12-9-1)      | Рейтинговый бой в среднем весе.                                     |
| Рамаз Палиани (10-0)         | UD8 (8)    | Рафаэль Орис (10-5-1)           | Рейтинговый бой в первом полусреднем весе.                          |
| Ник Касал (8-0)              | TKO1 (6)   | Родни Фриман (5-3)              | Рейтинговый бой в полусреднем весе.                                 |
| Гжегож Прокса (1-0)          | TKO2 (4)   | Шон Роули Уилсон (4-2)          | Рейтинговый бой в первом среднем весе.                              |

## После боя
8 октября 2005 года между Корралесом и Кастильо прошёл бой-реванш. В этом поединке доминировал Кастильо, в четвёртом раунде он пробил акцентированный удар в челюсть Корралеса и тот оказался в нокауте. На взвешивании перед этим поединком Кастильо не сумел вложился в лимит весовой категории, из-за чего на кону не стояли чемпионские титулы по версиям WBC и WBO, которые были автоматически сохранены за Диего Корралесом.
Подводя итоги года, авторитетный американский боксёрский журнал «The Ring» удостоил первый бой Корралес—Кастильо награды «Бой года», а 10-й раунд получил награду «Раунд года».
3 июня 2006 года должен был состоялся третий поединок между Кастильо и Корралесом, однако мексиканский спортсмен не сумел вложиться в лимит весовой категории и запланированный поединок был отменён. Взвешивание перед этим поединком, на котором Кастильо не уложился в лимит лёгкого веса, было признано событием года по версии американского боксёрского журнала «The Ring».
После поражения от Кастильо Корралес провёл ещё два поединка, в которых проиграл, — 7 октября 2006 года проиграл раздельным судейским решением Хоэлю Касамайору (33-3-1) и утратил титул чемпиона мира по версии WBC и 4 апреля 2007 года проиграл единогласным судейским решением Джошуа Клотти (30-2). Кастильо после этого провёл более 20 поединков и в 2014 году завершил карьеру.
Ровно два года спустя после первого поединка Диего Корралеса против Хосе Луиса Кастильо, 7 мая 2007 года, Корралес разбился насмерть на своем мотоцикле.